# Mediator (wzorzec projektowy)
Wzorzec mediatora – wzorzec projektowy należący do grupy wzorców czynnościowych. Mediator zapewnia jednolity interfejs do różnych elementów danego podsystemu.
Wzorzec mediatora umożliwia zmniejszenie liczby powiązań między różnymi klasami, poprzez utworzenie mediatora będącego jedyną klasą, która dokładnie zna metody wszystkich innych klas, którymi zarządza. Nie muszą one nic o sobie wiedzieć, jedynie przekazują polecenia mediatorowi, a ten rozsyła je do odpowiednich obiektów.

## Przykłady
- Zobacz przykłady zastosowania wzorca na stronie Wikibooks